# Valeriana asterothrix
Valeriana asterothrix là một loài thực vật thuộc họ Valerianaceae. Đây là loài đặc hữu của Ecuador. 
```
Các môi trường sống tự nhiên của chúng là các khu 
rừng
 vùng núi ẩm nhiệt đới hoặc cận nhiệt đới and subtropical or tropical high-altitude 
shrubland
.
```